# B.P. Govinda
Billimoga Puttaswamy Govinda, född den 4 september 1951 i Somwarpeta, Indien, är en indisk landhockeyspelare.
Han tog OS-brons i herrarnas landhockeyturnering i samband med de olympiska sommarspelen 1972 i München.